# 蓟县 (燕国)
蓟县，中国古县名。
春秋战国时，燕国置蓟县，在今北京市境内。唐朝时属涿郡、范阳郡、幽州，天宝元年（742年），析置广宁县，仅三载（744年）又撤广宁县。
唐朝建中二年（781年），析置幽都县，自此蓟县只管辖半个蓟城，辽代幽都县又改名宛平县。
辽朝会同元年（938年），改名蓟北县，后又改名析津县，金代再改名大兴县。